# Alexandre Zinoviev
Pour les articles homonymes, voir Zinoviev.
Ne doit pas être confondu avec Grigori Zinoviev.
 (octobre 2010).
Œuvres principales
- Les Hauteurs béantes
- L'Avenir radieux
- Le Communisme comme réalité

Alexandre Alexandrovitch Zinoviev (en russe : Александр Александрович Зиновьев), né le 29 octobre 1922 à Pakhtino et mort le 10 mai 2006 à Moscou, est un philosophe, écrivain, logicien et caricaturiste russe.
Il est souvent caractérisé comme un penseur russe indépendant, l'une des figures les plus importantes, les plus originales et les plus controversées de la pensée sociale russe de la seconde moitié du XXe siècle.
Antistalinien dans sa jeunesse, Zinoviev aura tout au long de sa vie des opinions bien arrêtées sur la société, critiquant d'abord le système soviétique, puis le système politique russe et le monde occidental, et à la fin de sa vie, les processus de mondialisation. La vision du monde de Zinoviev se distinguait par la tragédie et le pessimisme. En Occident, comme en Russie, ses opinions non conformistes ont été durement critiquées.

## Biographie
Alexandre Zinoviev est né le 29 octobre 1922 dans le village de Pakhtino, dans l'oblast de Kostroma (RSFS de Russie). C'est le sixième enfant d'Alexandre Iakovlevitch, peintre en bâtiment, et d'Appolinaria An Annassilievna, paysanne.
À la recherche d'une vie meilleure, la famille Zinoviev s'installe à Moscou. À l'école du village, tout comme plus tard à celle de Moscou, Alexandre faisait preuve de grandes capacités. En 1939, il finit l'école avec mention et entre à l'Institut de philosophie, littérature et histoire de Moscou (MIFLI). Ses activités clandestines de critique de la construction du socialisme conduisent à son expulsion du M.IFLI, puis à son arrestation. Il s'évade et, après une année d'errance à travers le pays sous divers noms d'emprunts, il finit par s'enrôler volontairement dans l'Armée rouge en 1940 pour échapper aux recherches. Il prend part à la Seconde Guerre mondiale en tant que fantassin, tankiste puis enfin aviateur. Il effectue 31 sorties de combat et est décoré de l'ordre de l'Étoile rouge.
Démobilisé, Alexandre Zinoviev entre à la faculté de philosophie de l'Université d'État de Moscou en 1946. En 1951, il obtient son diplôme avec mention et commence une thèse. Il est l'un des fondateurs du cercle de logique de Moscou (à partir de 1952, entrèrent également dans ce cercle Boris Grouchine, Merab Mamardashvili et G. P. Chtchedrovitski (ru)). En 1954 il soutient sa thèse de doctorat, Méthode du passage de l'abstrait au concret dans Le Capital de Karl Marx, qui porte l'analyse logique de la structure de l'œuvre et « l'aspect logique de la méthode dialectique ». En 1955, il devient collaborateur scientifique de l'Institut de philosophie de l'Académie des sciences d'URSS. En 1960, il soutient sa thèse d'habilitation et reçut le titre de professeur et de directeur de la chaire de logique de l'Université d'État de Moscou. Il écrit de nombreux livres et articles scientifiques de renommée internationale (ses œuvres majeures ayant toutes été traduites à destination de l'Occident). Il est souvent invité à des conférences à l'étranger, mais décline toutes ces invitations.
Zinoviev est démis de ses charges de professeur et de directeur de la chaire de logique pour avoir refusé de renvoyer deux enseignants. Il commence alors à produire des écrits autres que scientifiques qu'il fait passer à l'Ouest. En 1976, ces écrits sont rassemblés dans Les Hauteurs béantes (jeu de mots russe renvoyant aux « hauteurs radieuses » promises par le régime soviétique). C'est un essai mettant en scène des personnages-types, au ton résolument ironique, qui décrit la vie quotidienne en Union soviétique. Ce livre est jugé « antisoviétique » pour non-respect des normes idéologiques, et Zinoviev se voit retirer titres scientifiques et décorations militaires avant d'être renvoyé de son institut. Les organes de sécurité, selon lui, lui proposent l'alternative entre la prison et l'exil. Il choisit l'exil. Ce livre est publié en français aux éditions L'Âge d'Homme en 1977 et reçoit le Prix européen de l'essai Charles-Veillon la même année.
Il trouve alors refuge avec sa femme Olga et sa plus jeune fille Polina à Munich, en Allemagne, où il accomplit diverses tâches scientifiques ou littéraires, sans obtenir de poste fixe. Il obtient lors de ce séjour la citoyenneté allemande.
En 1999, il retourne en Russie, révolté par la participation de la France et de l'Europe occidentale aux opérations de l'OTAN contre la Serbie : « L'agression de l'OTAN contre la Serbie est le début de cette guerre-là. Je suis frappé, abasourdi par la réaction que l'on a eue en France et en Europe occidentale face à cette guerre. Les Français doivent bien comprendre qu'en approuvant cette agression, ils commettent un acte de suicide historique ». Mais il veut surtout partager, « dans sa Patrie », le même sort que subissait le peuple yougoslave, sort qui allait bientôt toucher le peuple russe.
En Russie, à travers son article « Quand a vécu Aristote ? », il adopte la théorie de la Nouvelle Chronologie d'Anatoli Fomenko dans le sens où il proclame que l'histoire, ses récits, ses écrits ont toujours été de tout temps détournés, effacés, falsifiés au profit d'un vainqueur ; sa fille Polina Zinoviev fut l'illustratrice des livres de Fomenko.
Alexandre Zinoviev est décédé le 10 mai 2006, d'une tumeur du cerveau. Il est inhumé au cimetière de Novodievitchi, à Moscou.

## Œuvres littéraires et sociologiques
Alexandre Zinoviev a écrit une vingtaine de romans au style acerbe et satirique, dont la somme constitue une analyse anti-conformiste des différentes réalités sociologiques de son temps, en premier lieu la vie en régime communiste.
Découvert en Occident grâce à la publication des Hauteurs béantes en Suisse en 1976, il débuta une carrière d'écrivain paria, censuré dans son pays. Ses romans décrivent, à travers d'innombrables anecdotes et historiettes caustiques, la réalité de la vie en régime communiste de la stagnation brejnévienne à la perestroïka gorbatchévienne. À travers ces romans, il prétend à une étude sociologique en profondeur de la société communiste qui, juge-t-il, ne peut être réalisée que par une observation méthodologique de la vie quotidienne à toutes les échelles d'organisation de la société, des plus élémentaires relations de voisinage jusqu'aux plus hauts arcanes du pouvoir.
Il s'insurge contre la soviétologie occidentale, qu'il décrit comme obsédée par de prétendus « secrets du Kremlin » qui seraient capables d'expliquer le régime communiste dans son ensemble. Il dénonce une vision idéologique et non scientifique de la part d'historiens disposant pourtant maintenant de connaissances factuelles très importantes. Selon lui, même des phénomènes historiques extrêmes comme la période stalinienne ne sont que la manifestation de puissants processus sociaux sous-jacents, et il est historiquement absurde de réduire l'URSS à ses plus marquants méfaits (ou bienfaits). Les thèses d'Alexandre Zinoviev diffèrent de celles de l'historien français Emmanuel Todd, qui se démarqua des procédés de la soviétologie occidentale dans son livre La Chute finale (1976). Les analyses de l'auteur russe diffèrent aussi de celles de nombreux auteurs anglo-saxons de l'école dite « révisionniste », par exemple, Moshe Lewin, Edward Hallett Carr ou Isaac Deutscher.

Par sa vision désespérée de l'homo sovieticus, victime consentante et satisfaite de la période de stagnation brejnévienne, il est resté en marge du courant le plus important de la dissidence russe animé par Sakharov. C'est ce qu'explicite le philosophe Claude Lefort dans un entretien sur le totalitarisme : 

« J'ai tout de suite senti chez Zinoviev le goût du paradoxe d'un intellectuel qui veut prendre à revers toutes les opinions établies et qui croit habile de montrer que finalement cette société morcelée, atomisée, ne souhaite rien d'autre que de conserver un régime qui lui garantit les avantages de l'inertie et de la corruption. Je n'ai jamais souscrit à son interprétation. Les événements lui infligent un démenti. »

À l'évidence, Claude Lefort fait référence à l'effondrement de l'URSS. Alexandre Zinoviev analyse ledit effondrement d'une tout autre façon (cf. son ouvrage : La caida del imperio del mal). Le communisme soviétique ne serait pas mort d'une façon naturelle, mais aurait été détruit par des dirigeants tels que M. Gorbatchev et B. Eltsine, parrainés par leurs homologues de l'Ouest.[réf. nécessaire] Dans les années suivant la dislocation de l'Union soviétique, Alexandre Zinoviev a dénoncé le totalitarisme démocratique qu'engendreraient, selon lui, l'Occident et la mondialisation. Il a développé une violente critique du monde postsoviétique, allant jusqu'à déclarer que, s'il ne reniait pas ses critiques envers le régime précédent, il les aurait cependant tues s'il avait pu prévoir ce qu'il adviendrait après sa chute. La situation catastrophique de la Russie postsoviétique a conduit le penseur russe à soutenir le Parti communiste de la fédération de Russie lors de l'élection présidentielle de 1996.
La dernière partie de l'œuvre d'Alexandre Zinoviev est dès lors passée sous silence en Occident. Lui-même se disait victime d'« une censure non manifeste, cachée, qui ne dit pas son nom mais qui est très efficace », qu'il attribuait au caractère dérangeant de ses écrits. Dans ses mémoires, Les Confessions d'un homme en trop, l'écrivain russe explique que, toute sa vie, il s'est efforcé de construire un État souverain dont il était le seul citoyen. Dans l'optique du philosophe, il ne s'agissait pas de se couper du reste de la société, mais de se protéger des phénomènes négatifs sécrétés par le milieu ambiant.
Le Centre d'études Alexandre Zinoviev, rattaché à l'université d'État de Moscou, a ouvert ses portes le 25 avril 2014.

### Romans et traités sociologiques

#### En français
- Les Hauteurs béantes, L'Âge d'Homme (1976)
- L'Avenir radieux, L'Âge d'Homme (1978)
- L'Antichambre du paradis, L'Âge d'Homme (1979)
- Notes d'un veilleur de nuit, L'Âge d'Homme (1979)
- Sans illusions, L'Âge d'Homme (1979)
- Cette fiction dite scientifique in Univers (anthologie périodique) no 17, éd. J'ai Ju, 1979  (ISBN 978-2-277-11958-6)
- Nous et l'Occident, L'Âge d'Homme (1981)
- Le Communisme comme réalité, L'Âge d'Homme (1981)
- Homo sovieticus, L'Âge d'Homme (1982)
- La Maison jaune, L'Âge d'Homme (1982)
- Ni liberté, ni égalité, ni fraternité, L'Âge d'Homme (1983)
- Le Héros de notre jeunesse, L'Âge d'Homme (1984)
- L'Evangile pour Ivan, L'Âge d'Homme (1984)
- « 1984 » et 1984 in Science-Fiction 2 : politique, éd Denoel, juin 1984,  (ISBN 978-2-207-33002-9)
- Va au Golgotha (Иди на Голгофу), L'Âge d'Homme (1986)
- Para bellum, L'Âge d'Homme (1987)
- Le Gorbatchévisme, L'Âge d'Homme (1987)
- Katastroika, L'Âge d'Homme (1988)
- Ma maison, mon exil, L'Âge d'Homme (1988)
- Vivre, Éditions de Fallois (1989)
- Mon Tchekov, Éditions Complexe (1989)
- Confessions d'un homme en trop, Paris, Olivier Orban, 1990, 510 p. (ISBN 2-85565-573-0)
- Perestroïka et contre-perestroïka, Olivier Orban (1991)
- Tsarville, Plon (1992)
- L'Occidentisme - Essai sur le triomphe d'une idéologie, Plon (1995) (Lire le texte intégral)
- La Grande rupture, L'Âge d'Homme (1999)
- Gaités de Russie, Éditions Complexe (2000)
- La Suprasociété globale et la Russie, L'Âge d'Homme (2000)

#### En russe
- Русская судьба (Le destin russe)
- На пути к сверхобществу (En route vers la supersociété)
- Кризис коммунизма (La crise du communisme)
- Глобальный человейник (La fourmilière globale)[14].
- Логическая социология (Sociologie logique)
- Русская трагедия (La tragédie russe)
- Я мечтаю о новом человеке (Je rêve d'un homme nouveau)
- Фактор понимания (Le facteur de la compréhension)

#### Divers
- (es) La caida del imperio del mal, Ediciones Bellaterra, S.A., 179p., 1999
- (it) Il superpotere in URSS. Il comunismo è veramente tramontato?, SugarCo, 232p., 1991
- (it) L'umanaio globale, Editions Spirali (version italienne de : Глобальный человейник)
- 2012 Alexander Zinoviev birthday (livre en 5 langues édité par Polina Zinoviev)
- 2024 Paroles/Lyriques (ЛИРИКА), recueil de 100 poèmes[15]. édition Saratov KUBiK[16]

### Publications scientifiques

#### En anglais
- Philosophical problems of many-valued logic, D. Reidel Publishing Company, 1963
- Foundations of the logical theory of scientific knowledge (Complex Logic), D. Reidel Publishing Company, 1973
- Logical physics, D. Reidel Publishing Company, 1983

#### En russe
Bibliographie d'après l'ouvrage en anglais Philosophical Problems of Many-Valued Logic :
- Method visxoždenija ot abstraktnogo k konkretnomu : avtoreferat dissertaci (La Méthode du passage de l'abstrait au concret : sujet de thèse), Moscou, 1954
- Rasširjat' tematiku logičeskix issledovanij (Élargissement du contenu des recherches en logique), Voprosy Filosophii, 1957, 3, 211-215
- O razrabotke dialektiki kak logiki (Sur le développement de la dialectique comme logique), Voprosy Filosophii, 1957, 4, 188-190

## Citations
« J'ai été un antistalinien convaincu dès l'âge de dix-sept ans. L'idée d'un attentat contre Staline envahit mes pensées et mes sentiments. »

— Les Confessions d'un homme en trop.

« Lorsque Staline était encore en vie, je voyais ça autrement, mais maintenant que je peux survoler ce siècle, je dis : Staline a été la plus grande personnalité de notre siècle, le plus grand génie politique. Adopter une attitude scientifique à l'égard de quelqu'un est autre chose que manifester son attitude personnelle. »

— Interview Humo, 25 février 1993.

« Notre époque n'est pas que post-communiste, elle est aussi post-démocratique. Nous assistons aujourd'hui à l'instauration du totalitarisme démocratique ou, si vous préférez, de la démocratie totalitaire. »

— La Grande Rupture.

« L'URSS était en réalité un pays sous-administré. »

— Interview recueillie par Victor Loupan (ru), Munich, juin 1999

## Distinctions
- Ordre de la révolution d'Octobre
- Ordre de l'Étoile rouge
- Membre de l'Académie des beaux-arts de Munich
- Membre de l'Académie des Lyncéens
- Prix européen de l'essai Charles-Veillon, 1977
- Meilleure nouvelle européenne, 1978
- Prix Médicis étranger, 1978
- Prix Alexis-de-Tocqueville , 1982
- Citoyen d'honneur des villes de Ravenne, d'Avignon et d'Orange

### Sources bibliographiques
- Jon Elster, Psychologie politique (Veyne, Zinoviev, Tocqueville), Les Éditions de minuit, 1990, 190p
- Claude Schwab, Alexandre Zinoviev : Résistance et Lucidité, L'Âge d'Homme, 1984, 1990, 192 p.
- Vidéo reportage (découpé en 3 parties) : part 1 part 2 part 3
- Fabrice Fassio, La nature du communisme selon Alexandre Zinoviev, Arcane-Beaunieux, 1991, 112 p.
- Yves Frémion, Fluide glacial n°399, septembre 2009, pages 18 et 19.